# Owen Davidson
Owen K. Davidson, avstralski tenisač * 4. oktober 1943, Melbourne, Avstralija, † 13. maj 2023.
Owen Davidson se je v svoji karieri osemnajstkrat uvrstil v finale turnirjev za Grand Slam v konkurenci dvojic, osvojil je trinajst naslovov. V posamični konkurenci se je najdlje uvrstil v polfinale turnirja za Prvenstvo Anglije leta 1966, na ostalih treh turnirjih za Grand Slam se je najdlje uvrstil v četrtfinale. V konkurenci moških dvojic se je šestkrat uvrstil v finale ter po enkrat osvojil Odprto prvenstvo Avstralije in Odprto prvenstvo ZDA, v konkurenci mešanih dvojic pa je z najpogostejšo partnerico Billie Jean King po štirikrat osvojil Odprto prvenstvo ZDA in Odprto prvenstvo Anglije ter po enkrat Odprto prvenstvo Francije in Odprto prvenstvo Avstralije. Leta 2010 je bil sprejet v Mednarodni teniški hram slavnih.

## Finali Grand Slamov

### Moške dvojice (6)

#### Zmage (2)
| Leto | Turnir                      | Partner       | Nasprotnika v finalu    | Rezultat finala    |
| 1972 | Odprto prvenstvo Avstralije | Ken Rosewall  | Ross Case Geoff Masters | 3–6, 7–6, 6–3      |
| 1973 | Odprto prvenstvo ZDA        | John Newcombe | Rod Laver Ken Rosewall  | 7–5, 2–6, 7–5, 7–5 |

#### Porazi (4)
| Leto | Turnir                   | Partner       | Nasprotnika v finalu        | Rezultat finala         |
| 1966 | Prvenstvo Anglije        | Bill Bowrey   | Ken Fletcher John Newcombe  | 3–6, 4–6, 6–3, 3–6      |
| 1967 | Prvenstvo Avstralije     | Bill Bowrey   | John Newcombe Tony Roche    | 6–3, 3–6, 5–7, 8–6, 6–8 |
| 1967 | Nacionalno prvenstvo ZDA | Bill Bowrey   | John Newcombe Tony Roche    | 8–6, 7–9, 3–6, 3–6      |
| 1972 | Odprto prvenstvo ZDA (2) | John Newcombe | Cliff Drysdale Roger Taylor | 4–6, 6–7, 3–6           |

### Mešane dvojice (12)

#### Zmage (11)
| Leto | Turnir                       | Partner              | Nasprotnika v finalu           | Rezultat finala       |
| 1965 | Prvenstvo Avstralije         | Robyn Ebbern         | Margaret Court John Newcombe   | finale ni bil odigran |
| 1966 | Nacionalno ZDA               | Donna Floyd Fales    | Carol Hanks Aucamp Ed Rubinoff | 6–1, 6–3              |
| 1967 | Prvenstvo Avstralije (2)     | Lesley Turner Bowrey | Judy Tegart Dalton Tony Roche  | 9–7, 6–4              |
| 1967 | Amatersko prvenstvo Francije | Billie Jean King     | Ann Haydon-Jones Ion Ţiriac    | 6–3, 6–1              |
| 1967 | Prvenstvo Anglije            | Billie Jean King     | Maria Bueno Ken Fletcher       | 7–5, 6–2              |
| 1967 | Nacionalno prvenstvo ZDA (2) | Billie Jean King     | Rosemary Casals Stan Smith     | 6–3, 6–2              |
| 1971 | Odprto prvenstvo Anglije (2) | Billie Jean King     | Margaret Court Marty Riessen   | 3–6, 6–2, 15–13       |
| 1971 | Odprto prvenstvo ZDA (3)     | Billie Jean King     | Bob Maud Betty Stöve           | 6–3, 7–5              |
| 1973 | Odprto prvenstvo Anglije (3) | Billie Jean King     | Janet Newberry Raúl Ramírez    | 6–3, 6–2              |
| 1973 | Odprto prvenstvo ZDA (4)     | Billie Jean King     | Margaret Court Marty Riessen   | 6–3, 3–6, 7–6         |
| 1974 | Odprto prvenstvo Anglije (4) | Billie Jean King     | Lesley Charles Mark Farrell    | 6–3, 9–7              |

#### Porazi (1)
| Leto | Turnir                    | Partner          | Nasprotnika v finalu               | Rezultat finala |
| 1968 | Odprto prvenstvo Francije | Billie Jean King | Françoise Dürr Jean-Claude Barclay | 1–6, 4–6        |